# Franksville
Franksville és una població dels Estats Units a l'estat de Wisconsin. Segons el cens del 2000 tenia 1.789 habitants.

## Demografia
Segons el cens del 2000, Franksville tenia 1.789 habitants, 651 habitatges, i 531 famílies. La densitat de població era de 159,2 habitants per km².
Dels 651 habitatges en un 39,8% hi vivien nens de menys de 18 anys, en un 71,6% hi vivien parelles casades, en un 6% dones solteres, i en un 18,4% no eren unitats familiars. En el 14,3% dels habitatges hi vivien persones soles el 4,9% de les quals corresponia a persones de 65 anys o més que vivien soles. El nombre mitjà de persones vivint en cada habitatge era de 2,75 i el nombre mitjà de persones que vivien en cada família era de 3,04.
Per edats la població es repartia de la següent manera: un 27,9% tenia menys de 18 anys, un 5,8% entre 18 i 24, un 34,3% entre 25 i 44, un 24% de 45 a 60 i un 7,9% 65 anys o més.
L'edat mediana era de 36 anys. Per cada 100 dones de 18 o més anys hi havia 100,5 homes.
La renda mediana per habitatge era de 65.863 $ i la renda mediana per família de 67.173 $. Els homes tenien una renda mediana de 41.957 $ mentre que les dones 30.104 $. La renda per capita de la població era de 25.951 $. Cap de les famílies i l'1,7% de la població estaven per davall del llindar de pobresa.

## Poblacions més properes
El següent diagrama mostra les poblacions més properes.